# Cratera de Tswaing
A cratera de Tswaing é uma cratera de impacto produzida por um meteoro situada a 35 km a noroeste de Pretória, na África do Sul.
Seu diâmetro é de 1,13 km e estima-se que a sua idade seja de 220 mil anos ± 52 mil (Pleistoceno).
O nome Tswaing significa "Lugar do Sal" em Tswana.